# Papagájfélék
A papagájfélék (Psittacidae) a madarak (Aves) osztályának papagájalakúak (Psittaciformes) rendjének egyik családja.
A család mérete nem minden rendszertani felfogás szerint azonos, egyesek alcsaládként ide sorolják a lórikat és a kakadukat is, mások ezeket külön családoknak tekintik.
A papagájok az állatvilág legintelligensebbjei közé tartoznak. 2008-ban például egy tokiói arapapagáj tett szert hírnévre azzal, hogy fél perc alatt szétszed egy ördöglakatot. Jól fejlett hangképző képességüknek köszönhetően rendkívül sokféle hangot képesek utánozni, így az emberi beszédet is. Beszédtevékenységük azonban messze túlmutat a puszta ismétlésen: a fogékonyabb példányok több száz szót jegyeznek meg, melyek segítségével összetett kérdések megválaszolására is képesek, valamint szóbeli kéréseket, parancsokat teljesítenek, illetve fogalmaznak meg. Díszállatként minden fajból szívesen tartják őket, kétségkívül az egyik legnépszerűbb és legismertebb madárcsalád a világon. Ez színes tollazatuknak, intelligenciájuknak, játékosságuknak és az ember felé tanúsított barátságosságuknak köszönhető.

## Apapagájnév
A "papagáj" név az arab babbagá szóból származik, annak őse pedig egy afrikai nyelv, valószínűleg a Sierra Leonéban beszélt temne (timneh) nyelv pampakaj szava, ami „fecsegőt” jelent, és az ott honos jákópapagáj neve. Az arab kereskedők közvetítésével kerülhetett a madárral együtt neve is számos európai nyelvbe, így az olaszba (papagallo), görögbe (papagasz), németbe (Papagei), oroszba (попугай) és a magyarba is. Franciául a papagáj neve perroquet (a Pierre személynév becézett formája, tehát „Peti”), ami talán egy hajdani híres példány neve után terjedt el. Innen származik a madár angol parrot neve is.

## Származásuk, elterjedésük
Megtalálhatók a legtöbb kontinensen, kivéve:
- az antarktiszi faunabirodalmat és
- az óvilági faunabirodalomban pedig:
  - a holarktikus faunaterületet és
  - az afrotropikus faunaterület dél-afrikai faunatartományát.

A legtöbb faj a trópusokon él, de egyesek felmerészkednek a magashegységekbe, a hóhatár közelébe is. Régebben a holarktikus faunaterületen is jelen voltak, de valamennyi itt élt fajuk kipusztult.

## Megjelenésük, felépítésük
Számos fajuk feltűnő, élénk színekben pompázó tollruhájáról ismert, de vannak szerény megjelenésűek is. Bár tollazatukban bármilyen szín előfordulhat, messze a legjellemzőbb színük a zöld.
Nyakuk rövid és a lábuk is meglehetősen rövid. Külső lábujjaik hátrafelé nyúlnak, és sok fajnál (az egészen fiatal fiókák kivételével) vetélhetőek is. A legtöbb papagáj nemcsak arra képes, hogy egyik lábával megragadja táplálékát, de azt lábával a csőréhez is tudja (és szokta) emelni, ami más madaraknál nagy ritkaság. Csőrkampójuk belső oldalán kemény reszelőlécek futnak, alsó csőrkávájuk durva, tompa. Nyelvük húsos. A nagyobb testű fajok csőre annyira erős, hogy még a dióéhoz hasonlóan csonthéjas termések héját is fel tudják törni. Az ennyire erős izmoknak azonban nagyobb csontokra kell tapadniuk, ezért a papagájok feje testükhöz viszonyítva meglehetősen nagy.
Testhosszuk fajonként igen különböző: a legkisebb mintegy 9 cm, a legnagyobb 1 m körüli.

## Életmódjuk, élőhelyük
Kizárólagosan növényevők. Főleg gyümölcsön és magvakon élnek. Közismert alakú, erős csőrükkel feltörik, szétzúzzák és szétforgácsolják a magvakat, így készítve elő azokat az emésztésre. Ennek érdekében az alsó csőrkávára kampósan ráboruló felső kávát az orrnyílások mögött található ízülettel képesek koponyájuk irányába is mozgatni. Alsó csőrkávájukkal és nyelvükkel a felső káva reszelőléceire tolják, szorítják a szétzúzni kívánt magvakat.
Többségük a fák lombkoronájában élnek, de más madaraktól eltérően az ágakon nem ugrálnak, hanem kúsznak-másznak, nagyobb távolságokra repülnek. Ennek érdekében mászás közben sok faj nemcsak a lábaival, de a csőrével is kapaszkodik – általánosságban elmondható, hogy a papagájok csőrüket és lábukat nemcsak ügyesen, de összehangoltan használják.
Az óvilági faunabirodalomban egyes szavannalakó fajok megtanultak a föld felszínéről táplálkozni és a talajon futni, sőt, a földön is fészkelnek, de szinte valamennyi ilyen faj termeszdombokban, sziklák vagy lejtők odvaiban és gödreiben költ; igazi fészket nem rak – az általános szokástól eltérően egy fajuk, a barátpapagáj nagy, társas fészkeket épít.
Fehér tojásaikból a fészeklakó fiókák többnyire csupaszon bújnak ki, és amíg fel nem cseperednek, a két szülő közösen gondozza őket.
Sok faj nagy, lármás csapatokban él, ami igen feltűnővé teszi őket. Ennek ellenére kevés ragadozó zsákmányolja őket, mert rendkívül éberek.

## Felhasználásuk
Feltűnő tollazatuk, jó emlékezőtehetségük és kiváló hangutánzó készségük miatt számos fajuk kalitkában tartott díszmadárként közkedvelt.

## Rendszerezésük
A családba  alábbi alcsaládok, tribuszok és nemek tartoznak.

### Jákópapagáj-formák(Psittacinae)alcsaládja
- Psittacus – 2 faj
- Poicephalus – 10 faj

### Araformák(Arinae)alcsaládja

#### Citrompapagáj-rokonúak(Amoropsittacini)tribusza
- Touit – 8 faj
- Psilopsiagon – 2 faj
- Nannopsittaca – 2 faj
- Bolborhynchus – 3 faj

#### Amazonrokonúak(Androglossini)tribusza
- Myiopsitta – 2 faj
- Brotogeris – 8 faj
- Pionopsitta – 1 faj
- Triclaria – 1 faj
- Pyrilia – 7 faj
- Hapalopsittaca – 4 faj
- Graydidascalus – 1 faj
- Alipiopsitta – 1 faj
- Pionus – 9 faj
- Amazona – 36 faj (ebből 2 kihalt)

#### Verébpapagáj-rokonúak(Forpini)tribusza
- Forpus – 8 faj

#### Ararokonúak(Arini)tribusza
- Deroptyus - 1 faj
- Pionites - 4 faj
- Pyrrhura - 32 faj
- Enicognathus - 2 faj
- Cyanoliseus - 1 faj
- Rhynchopsitta - 2 faj
- Leptosittaca - 1 faj
- Ognorhynchus - 1 faj
- Guaruba - 1 faj
- † Conuropsis - 1 kihalt faj
- Aratinga - 6 faj
- Eupsittula - 6 faj
- Thectocercus - 1 faj
- Psittacara - 10 recens és 1 kihalt faj
- Diopsittaca - 2 faj
- Anodorhynchus - 3 faj
- Cyanopsitta - 1 faj
- Orthopsittaca - 1 faj
- Primolius - 3 faj
- Ara - 8 recens és 1 kihalt faj

### Incertae sedis
Valószínűleg ide tartoznak az alábbi kihalt fajok is:
- † Lophopsittacus – 1 kihalt faj
- † Necropsittacus – 2 kihalt faj

## Képek

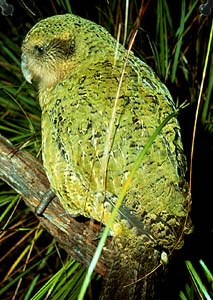
Kakapó (Strigops habroptilus)
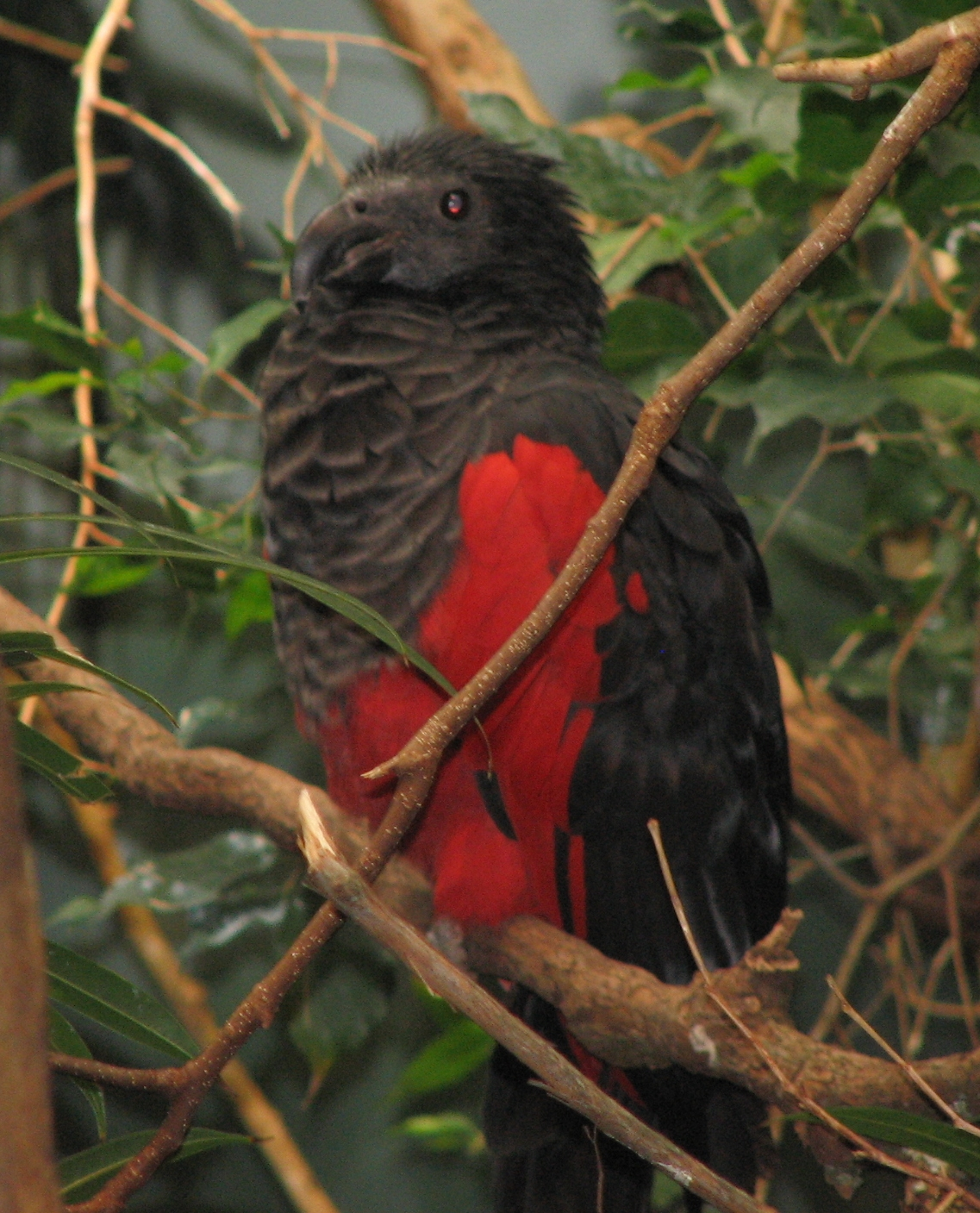
Sörtésfejű papagáj (Psittrichas fulgidus)
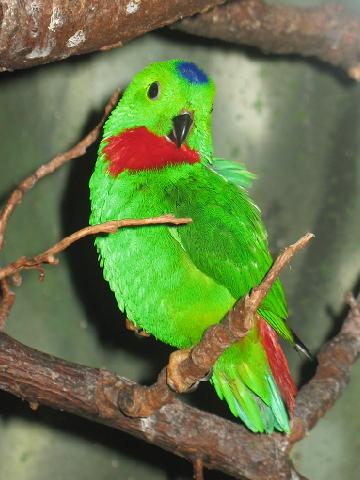
Kékfejű denevérpapagáj (Loriculus galgulus)
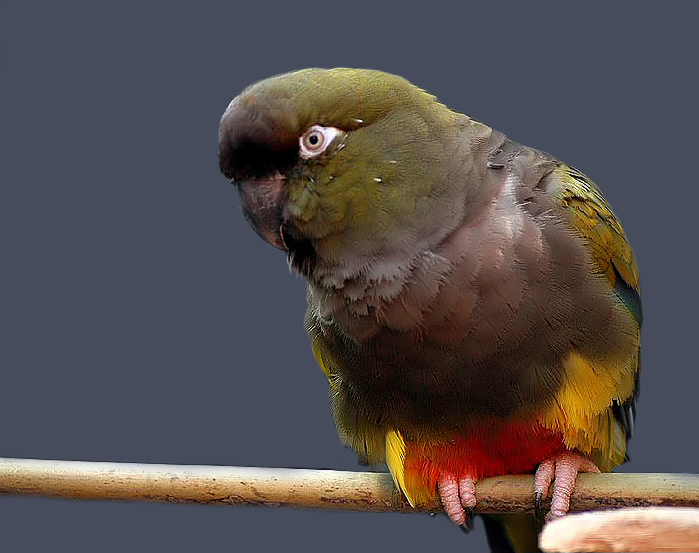
Üregi papagáj (Cyanoliseus patagonus)
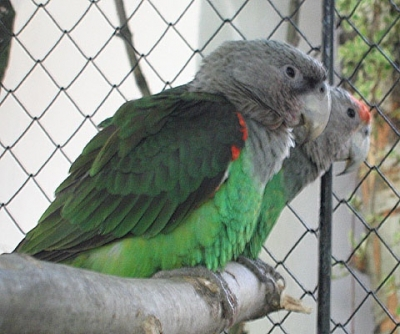
Fokföldi afropapagáj (Poicephalus robustus)
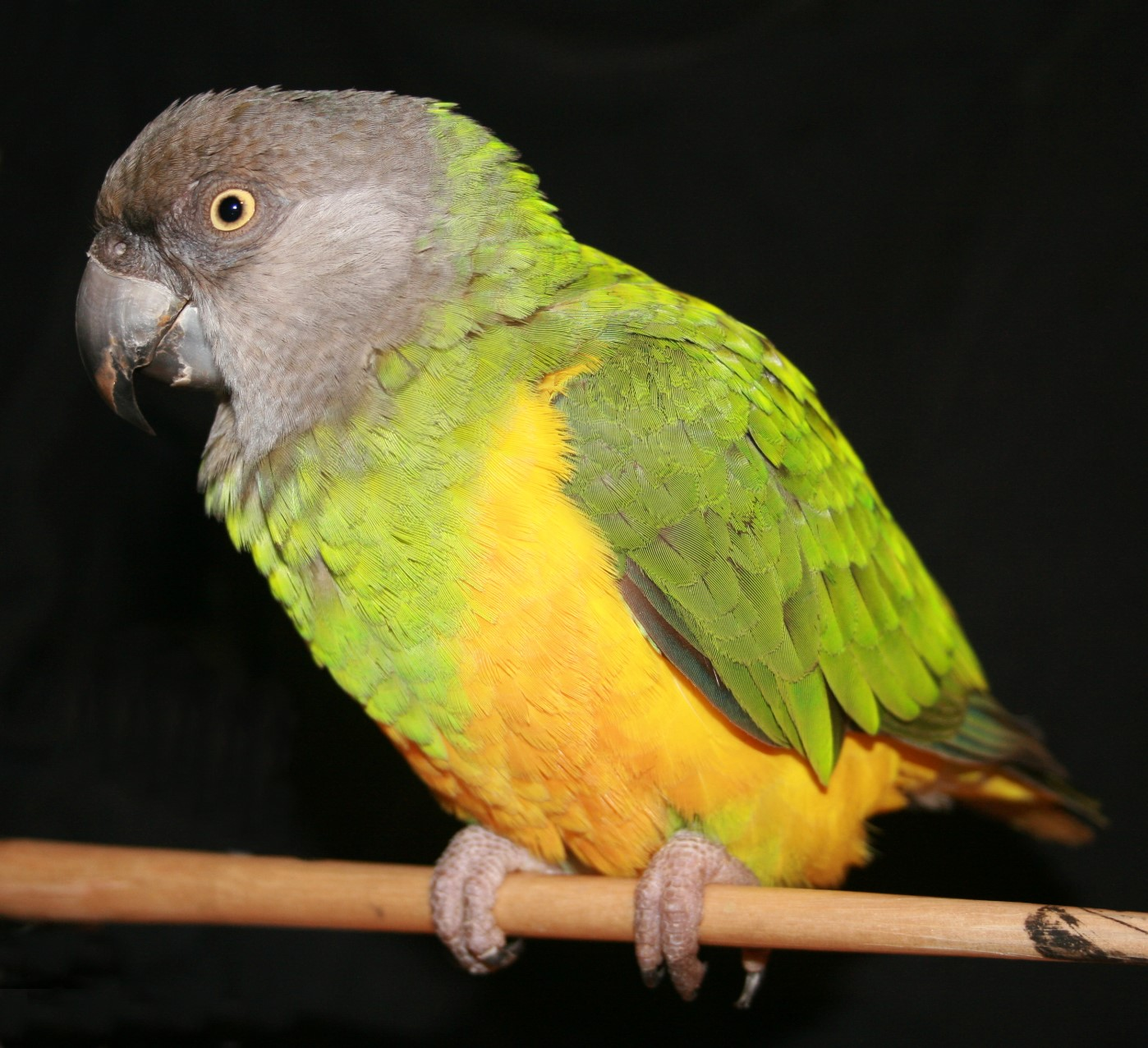
Szenegáli afropapagáj (Poicephalus senegalus)
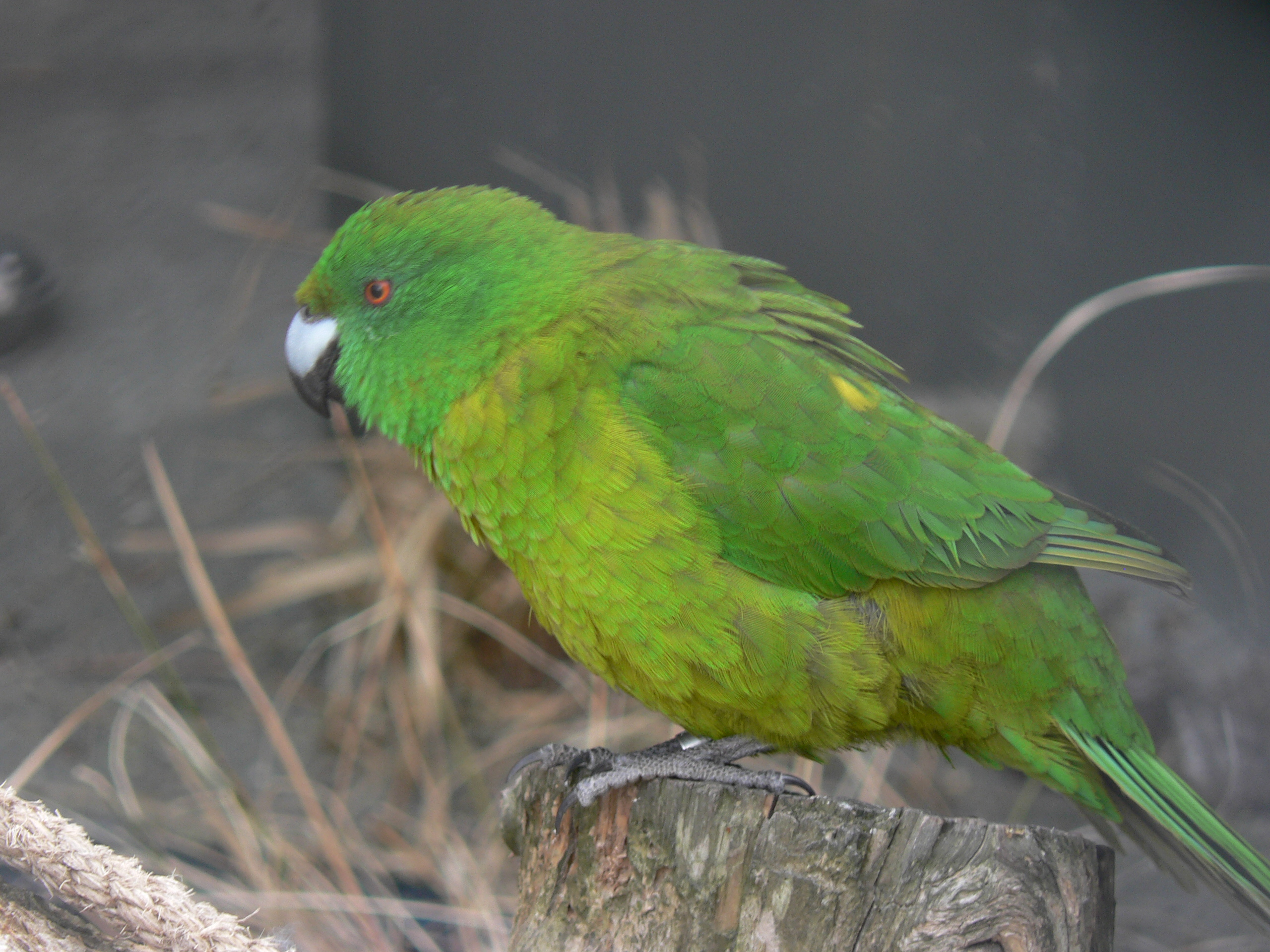
Antipodes-kecskepapagáj (Cyanoramphus unicolor)
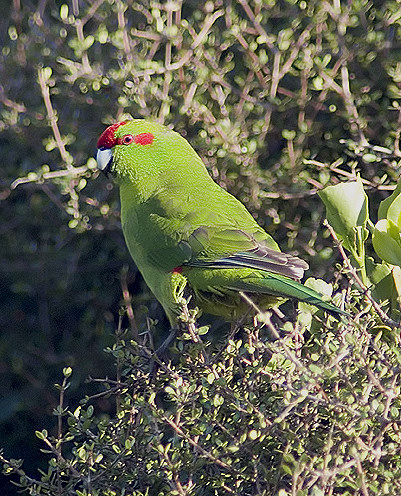
Pirosfejű kecskepapagáj (Cyanoramphus novaezelandiae)
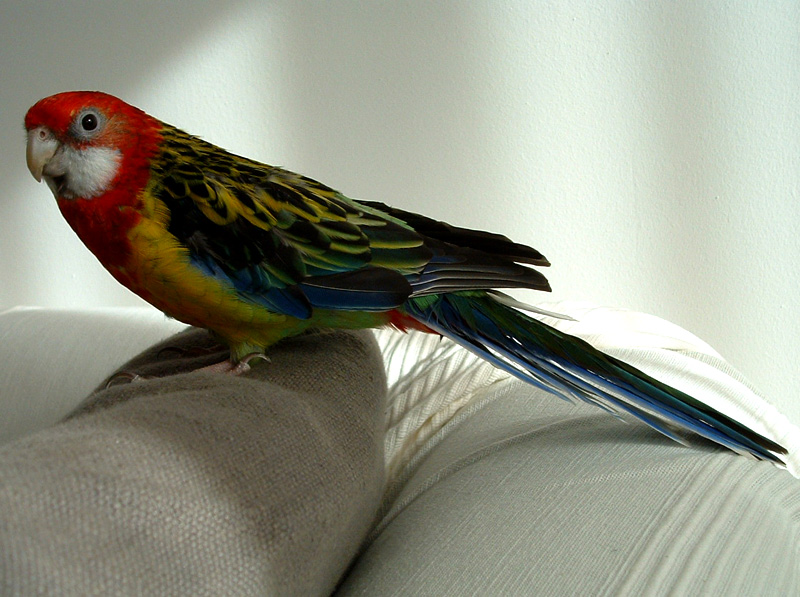
Keleti rozella (Platycercus eximius)
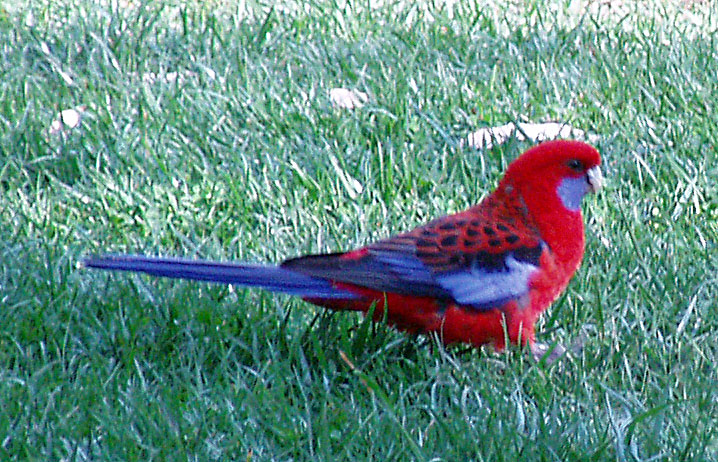
Karmazsin rozella (Platycercus elegans)
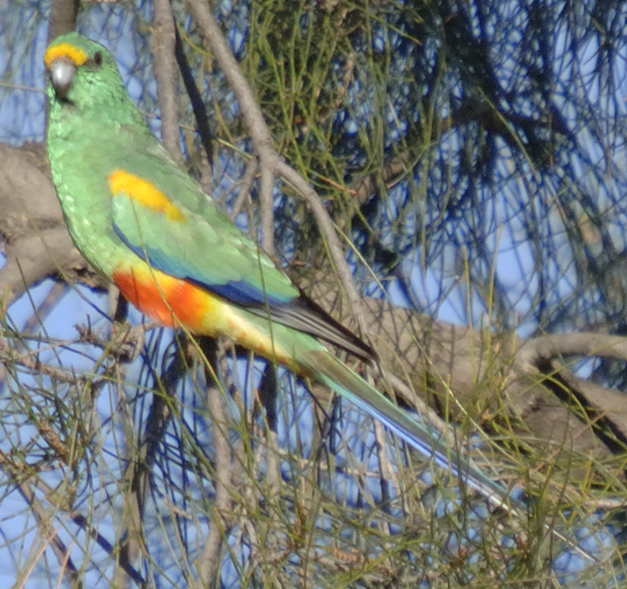
Sokszínű mulgapapagáj (Psephotus varius)
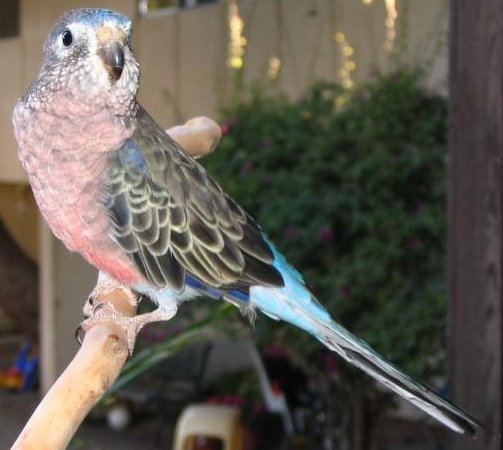
Bourk-papagáj (Neopsephotus bourkii)
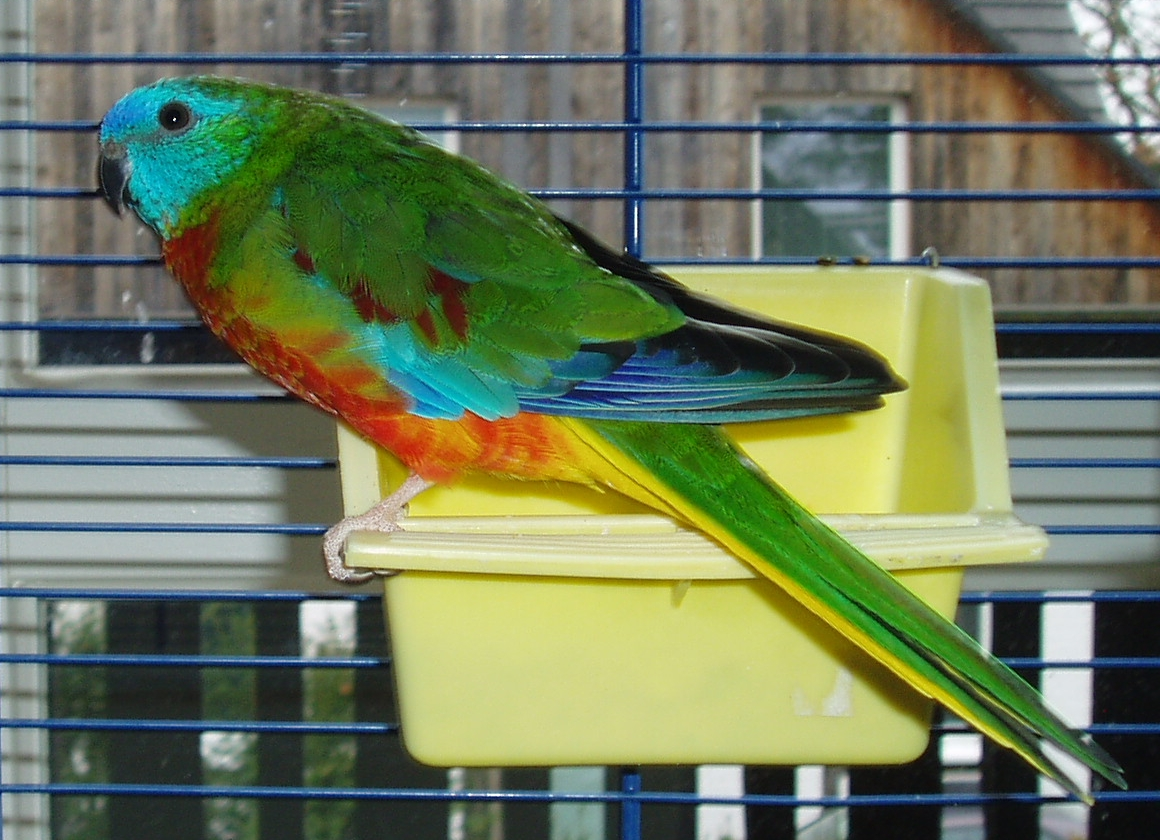
Ékes fűpapagáj (Neophema pulchella)
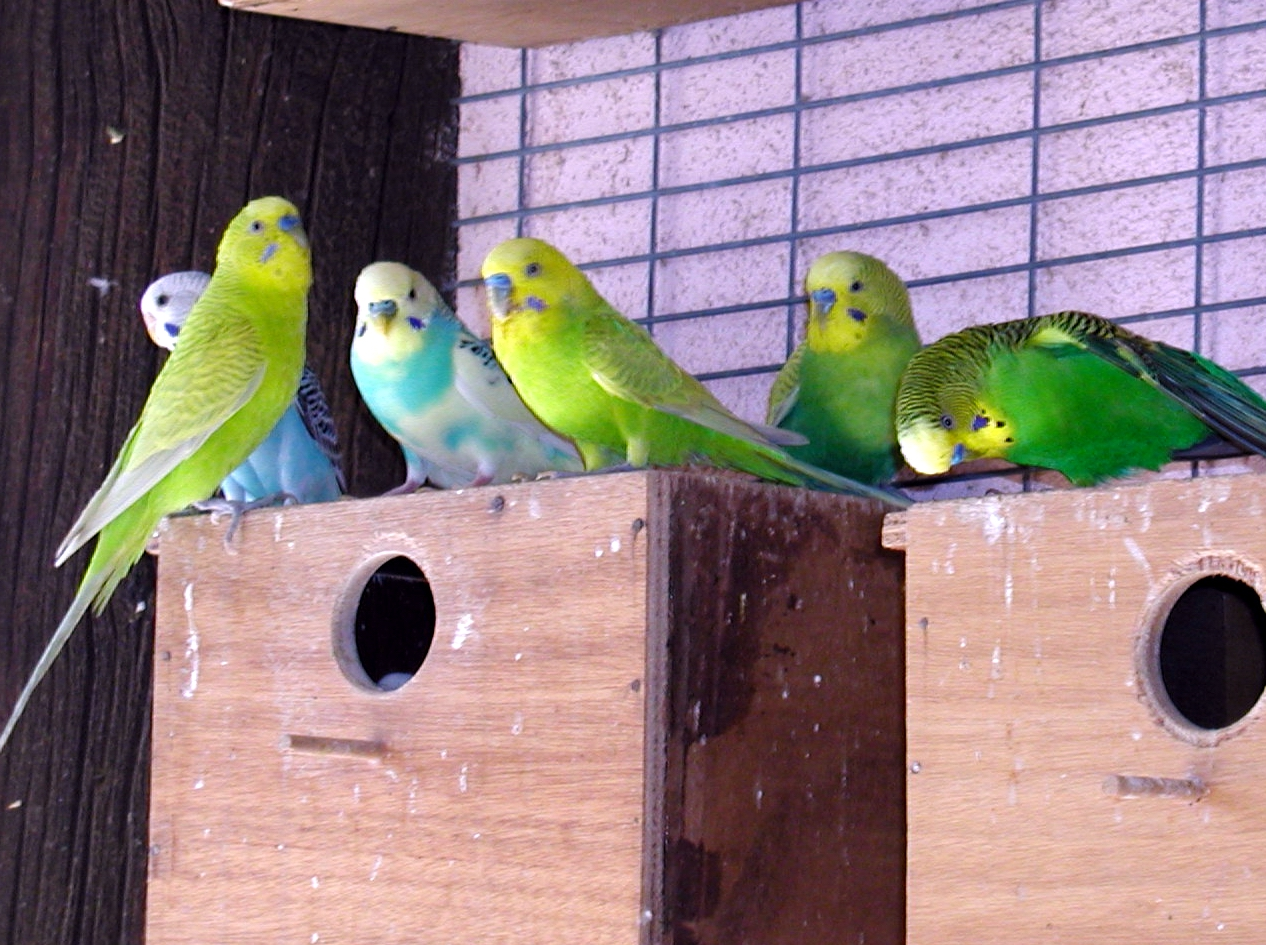
Hullámos papagájok (Melopsittacus undulatus)
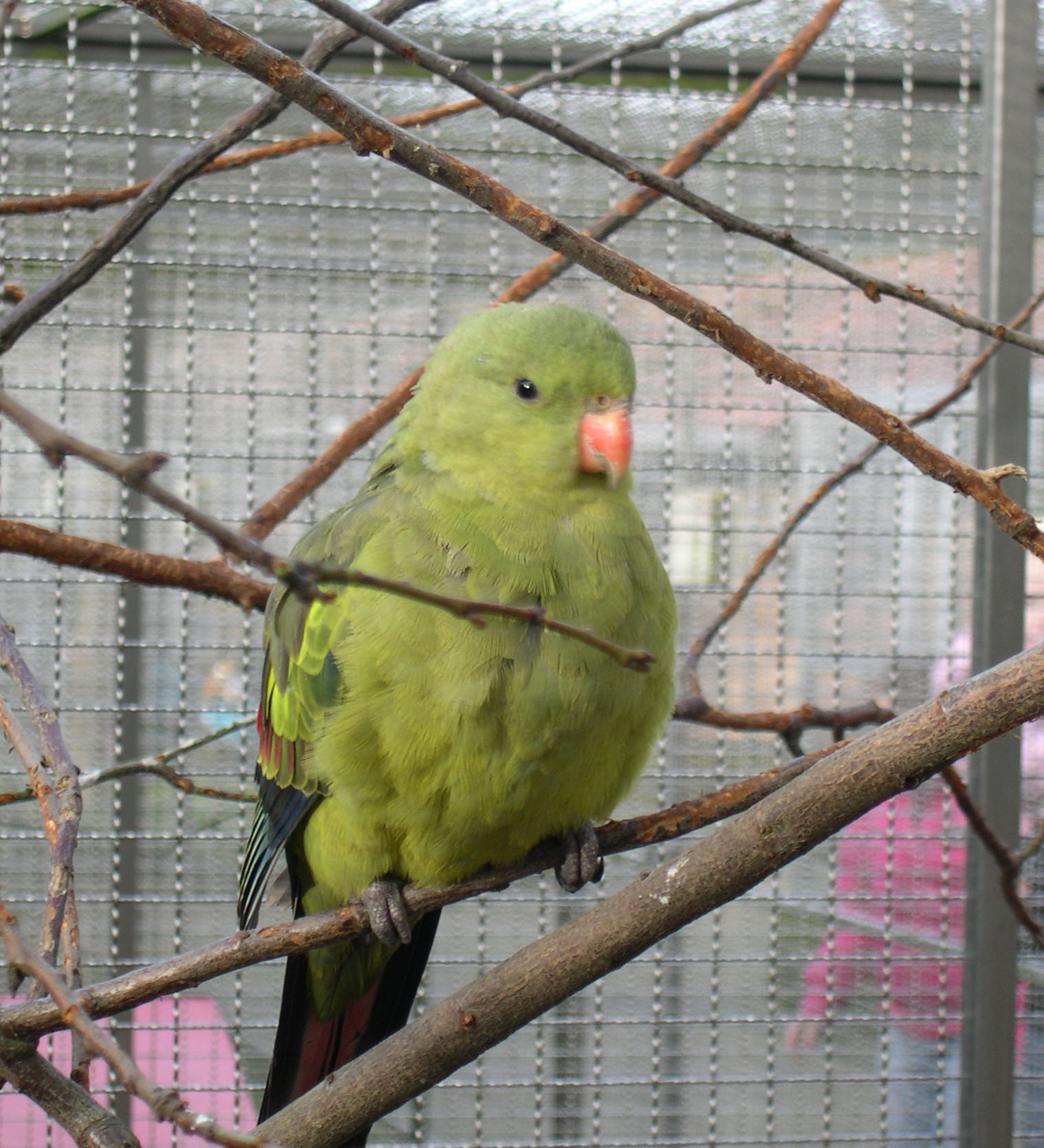
Hegyi ragyogópapagáj (Polytelis anthopeplus)
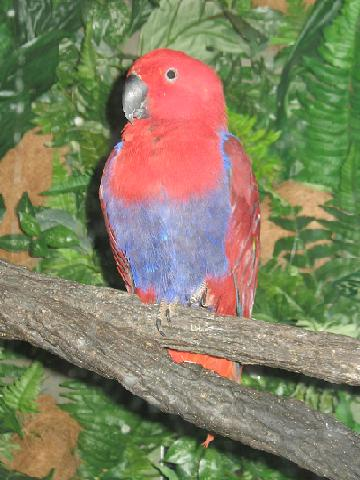
Malukui nemespapagáj tojó (Eclectus roratus)
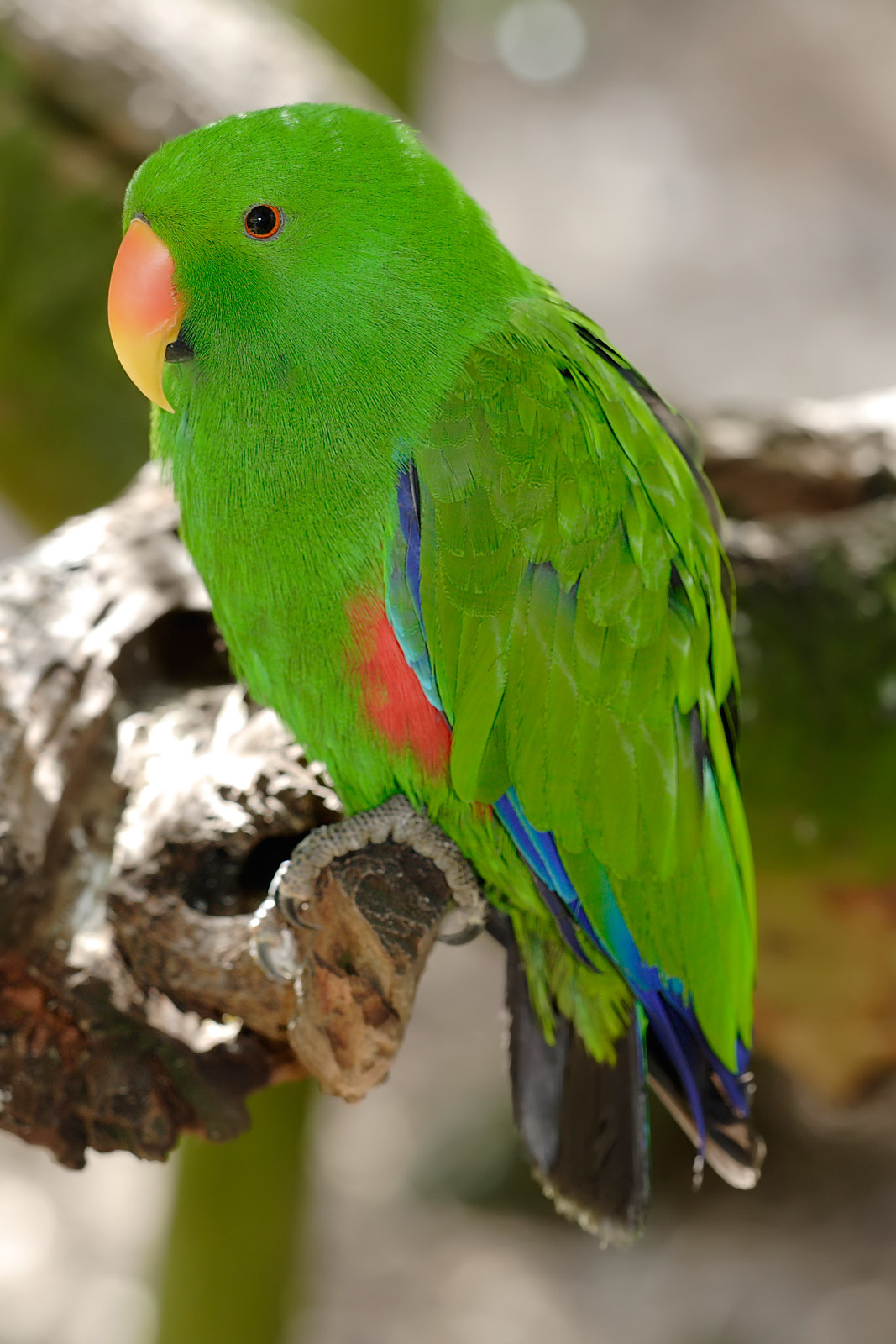
Malukui nemespapagáj hím (Eclectus roratus)
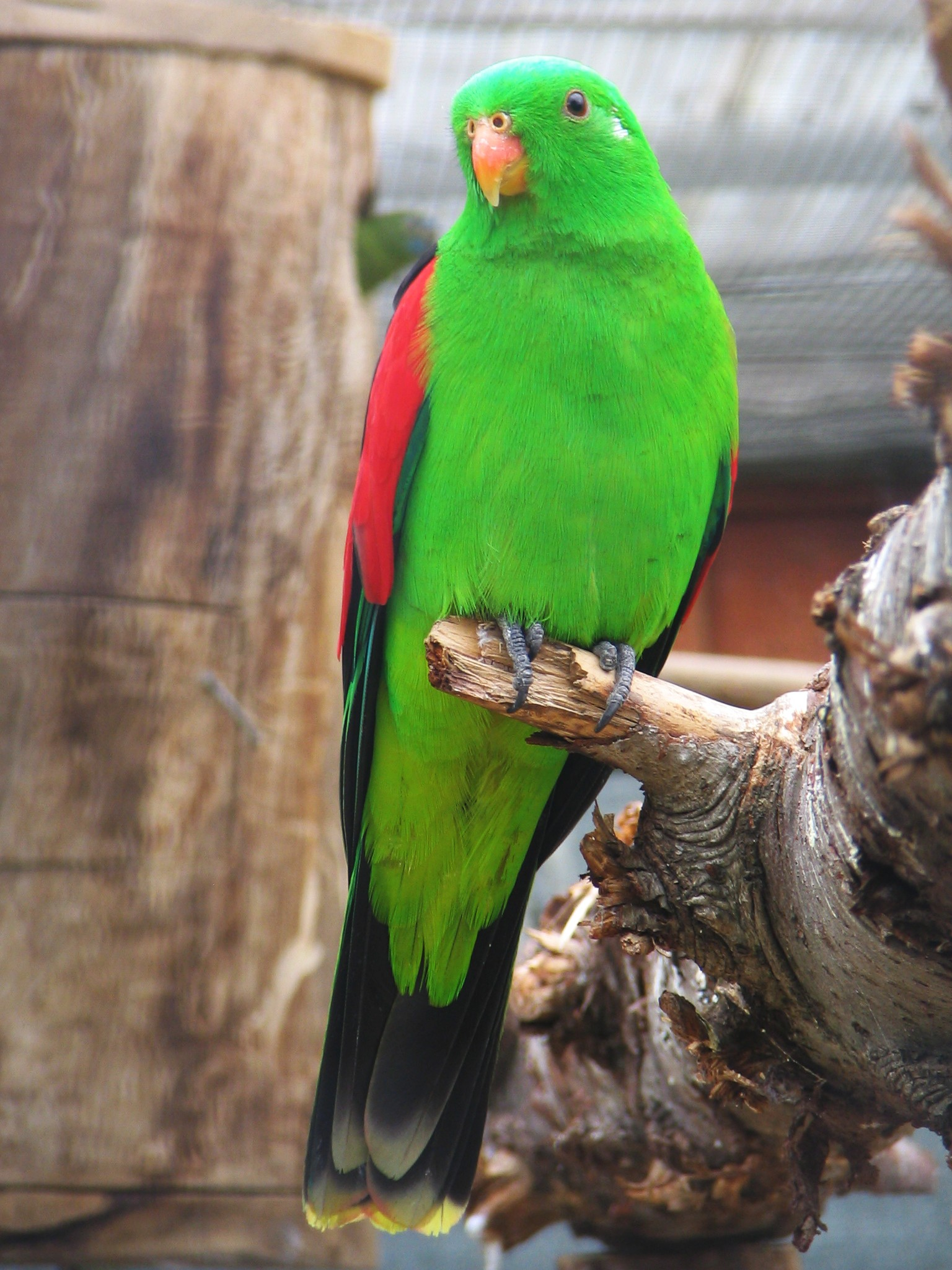
Skarlátszárnyú remetepapagáj (Aprosmictus erythropterus)
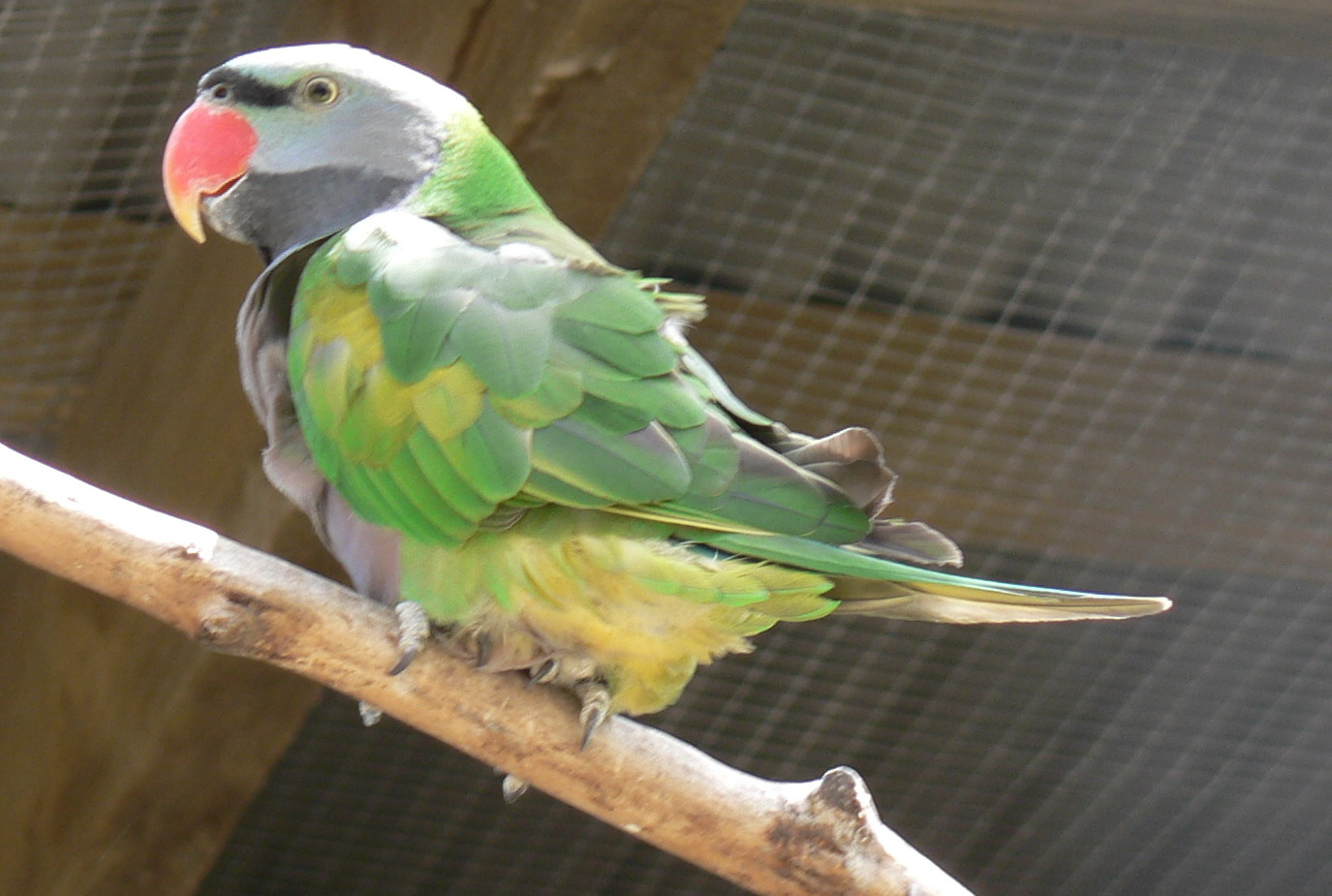
Tibeti szakállaspapagáj (Psittacula derbiana)
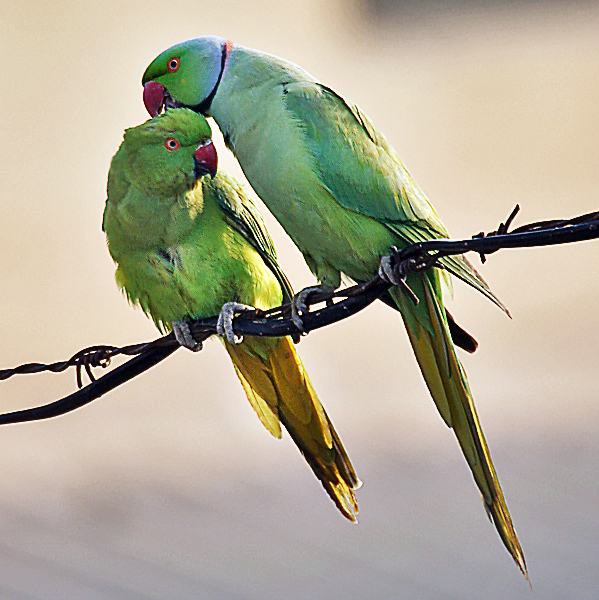
Kis sándorpapagáj (Psittacula krameri)
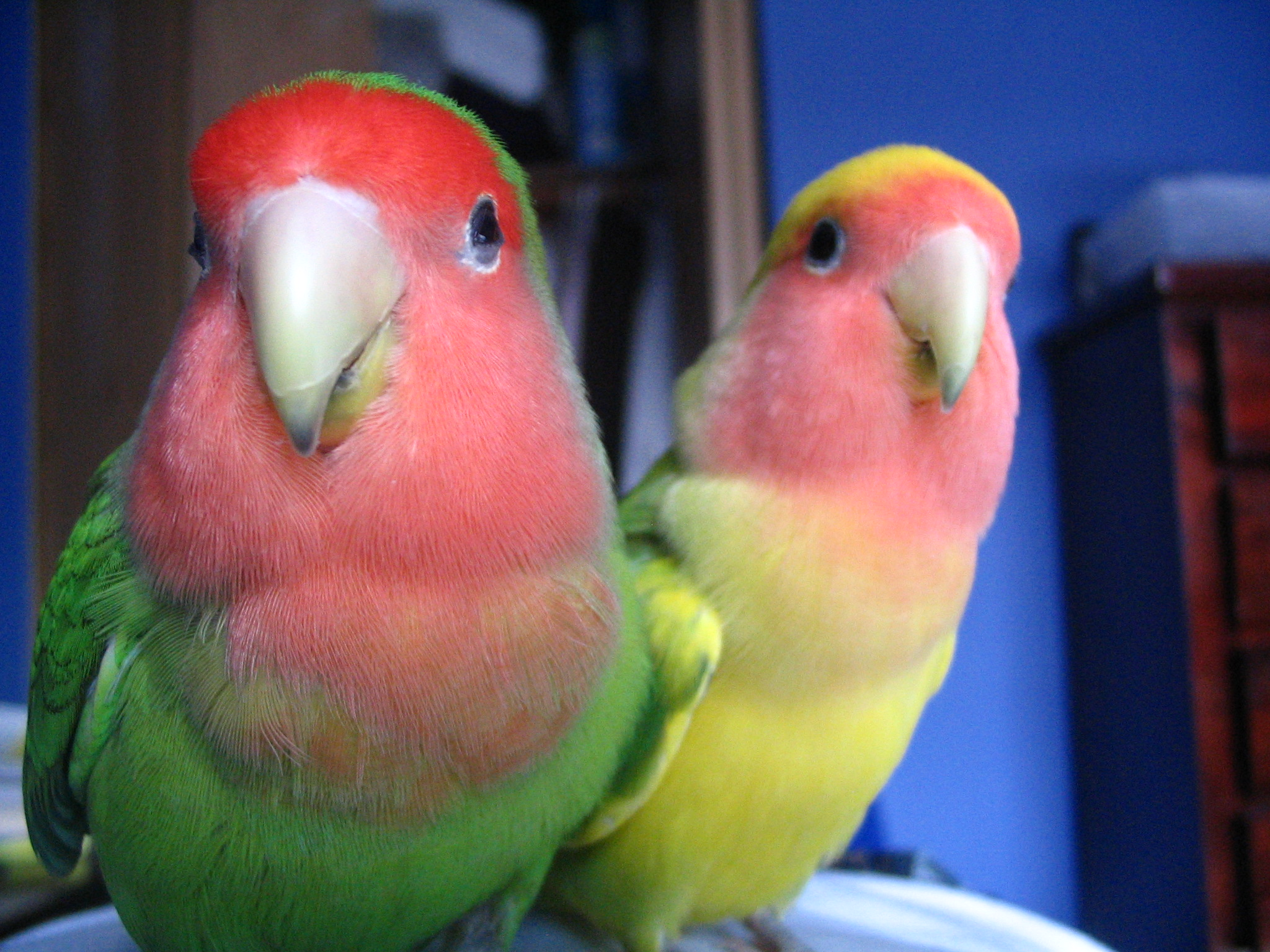
Rózsásfejű törpepapagáj (Agapornis roseicollis)
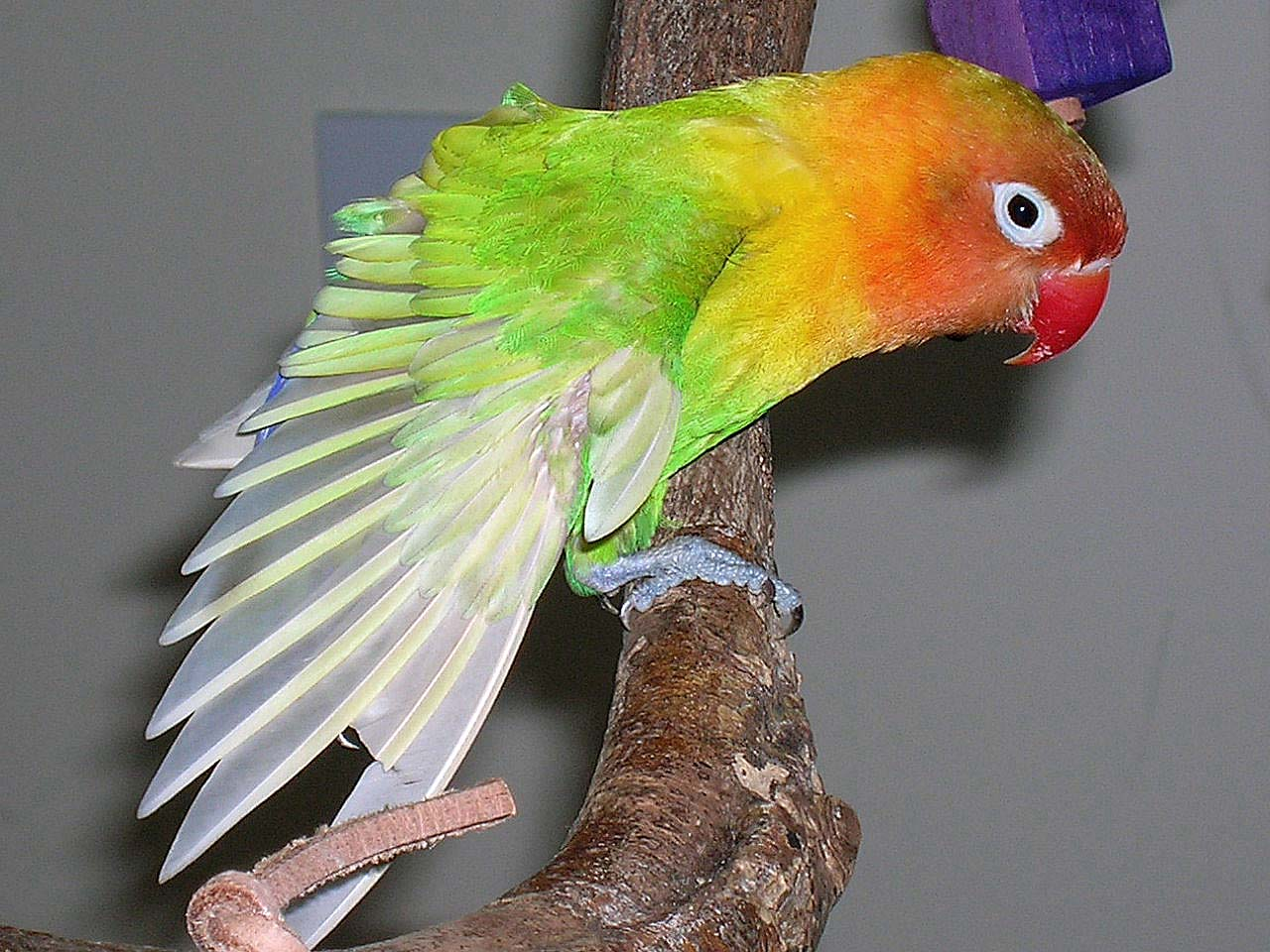
Barackfejű törpepapagáj (Agapornis fischeri)
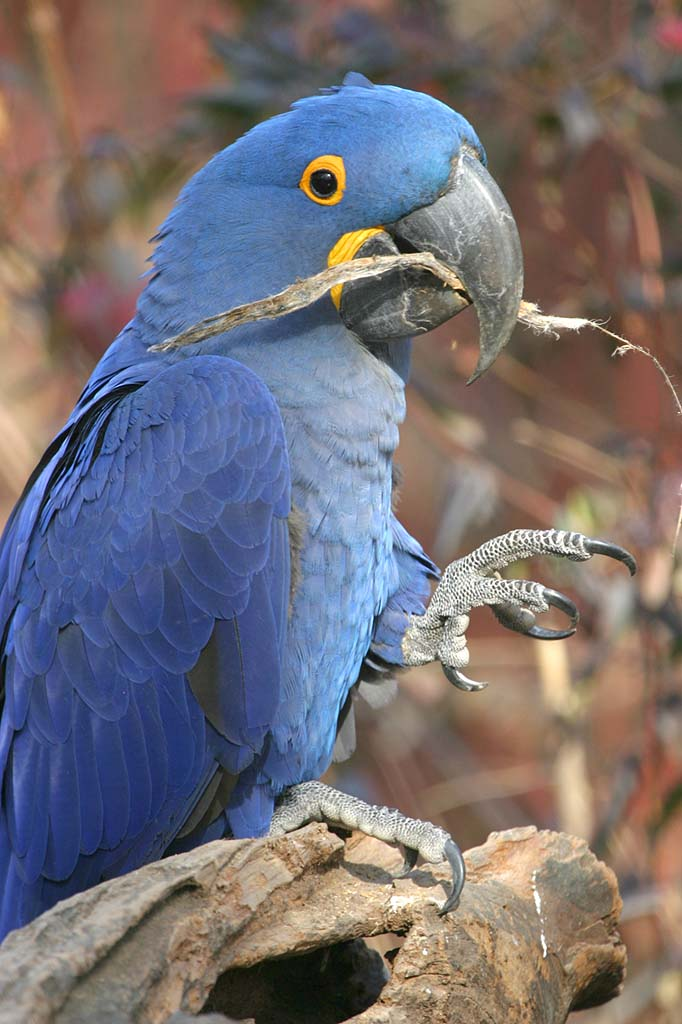
Nagy jácintara (Anodorhynchus hyacinthinus)
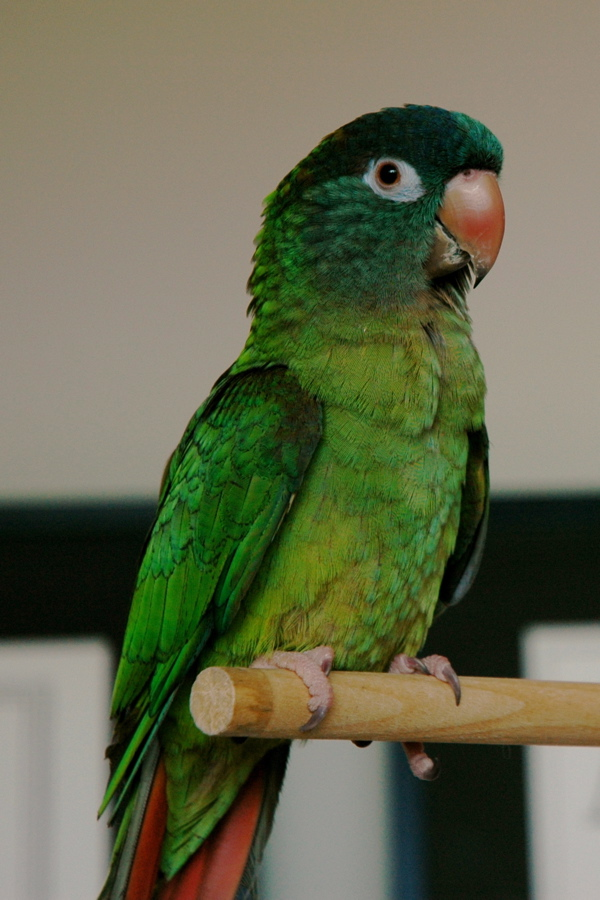
Ékfarkú aratinga (Aratinga acuticaudata)
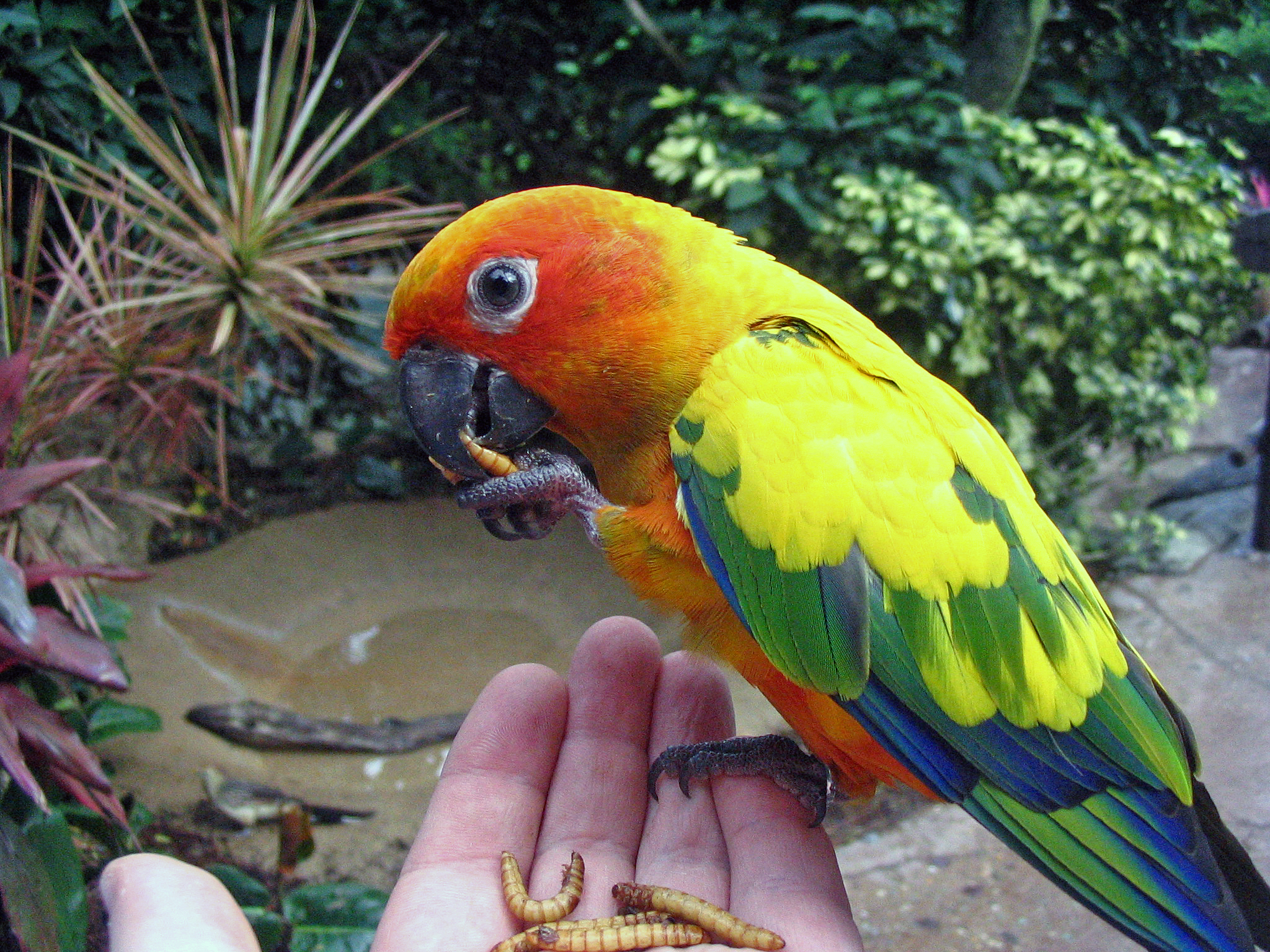
Naparatinga (Aratinga solstitialis)
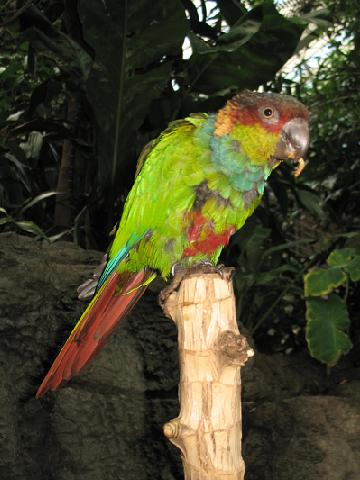
Kéktorkú papagáj (Pyrrhura cruentata)
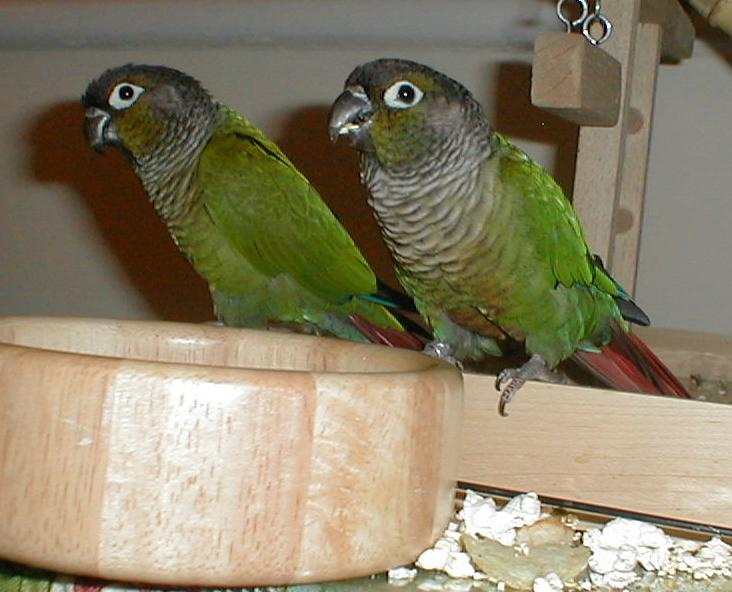
Molina-papagáj (Pyrrhura molinae)
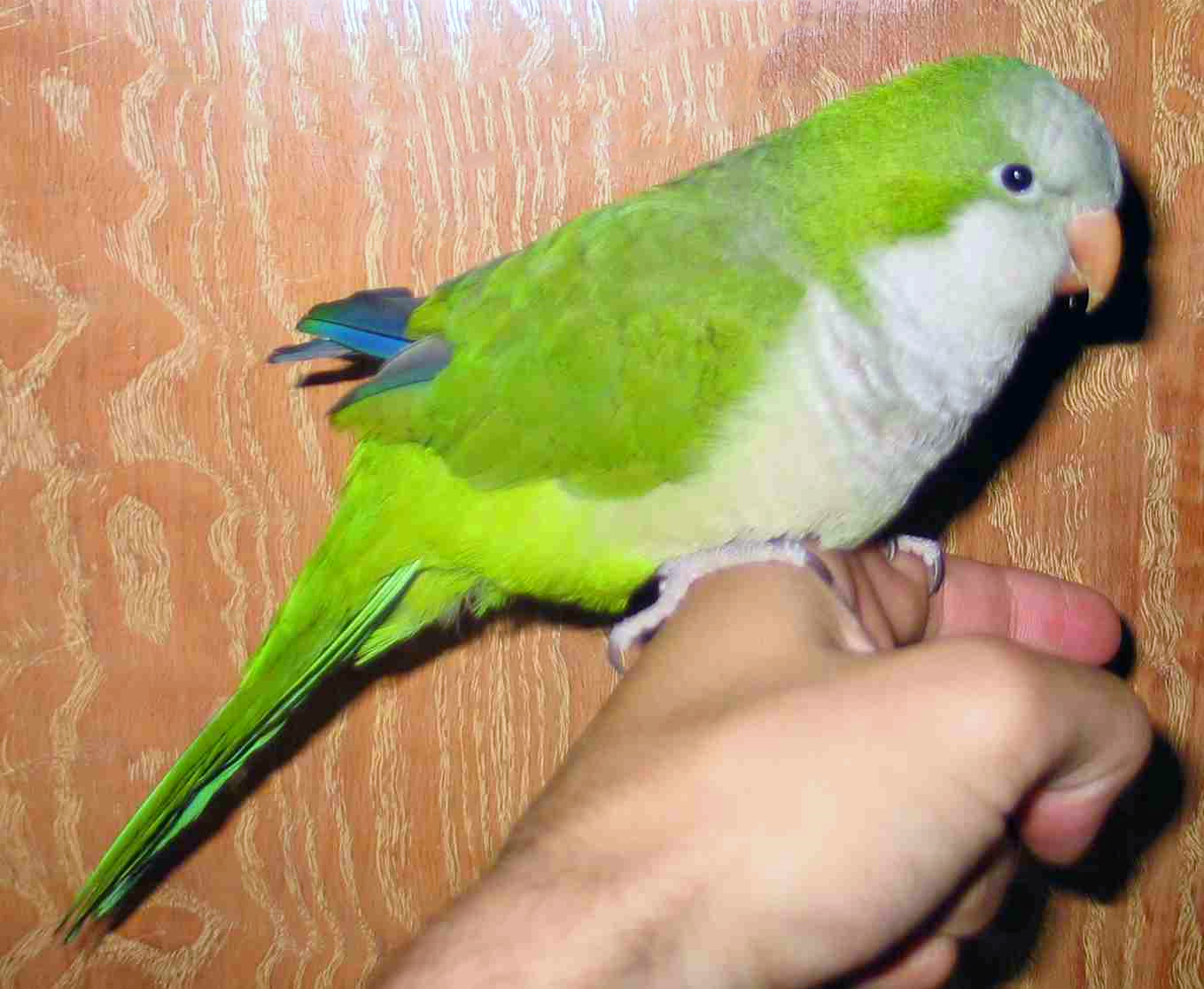
Barátpapagáj (Myiopsitta monachus)
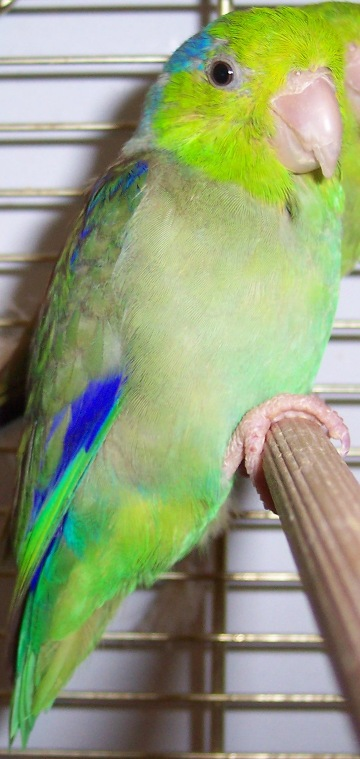
Szürkehátú verébpapagáj (Forpus coelestis)
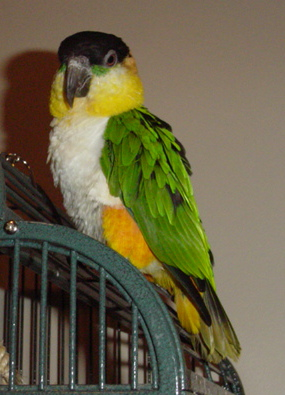
Feketesapkás papagáj (Pionites melanocephalus)
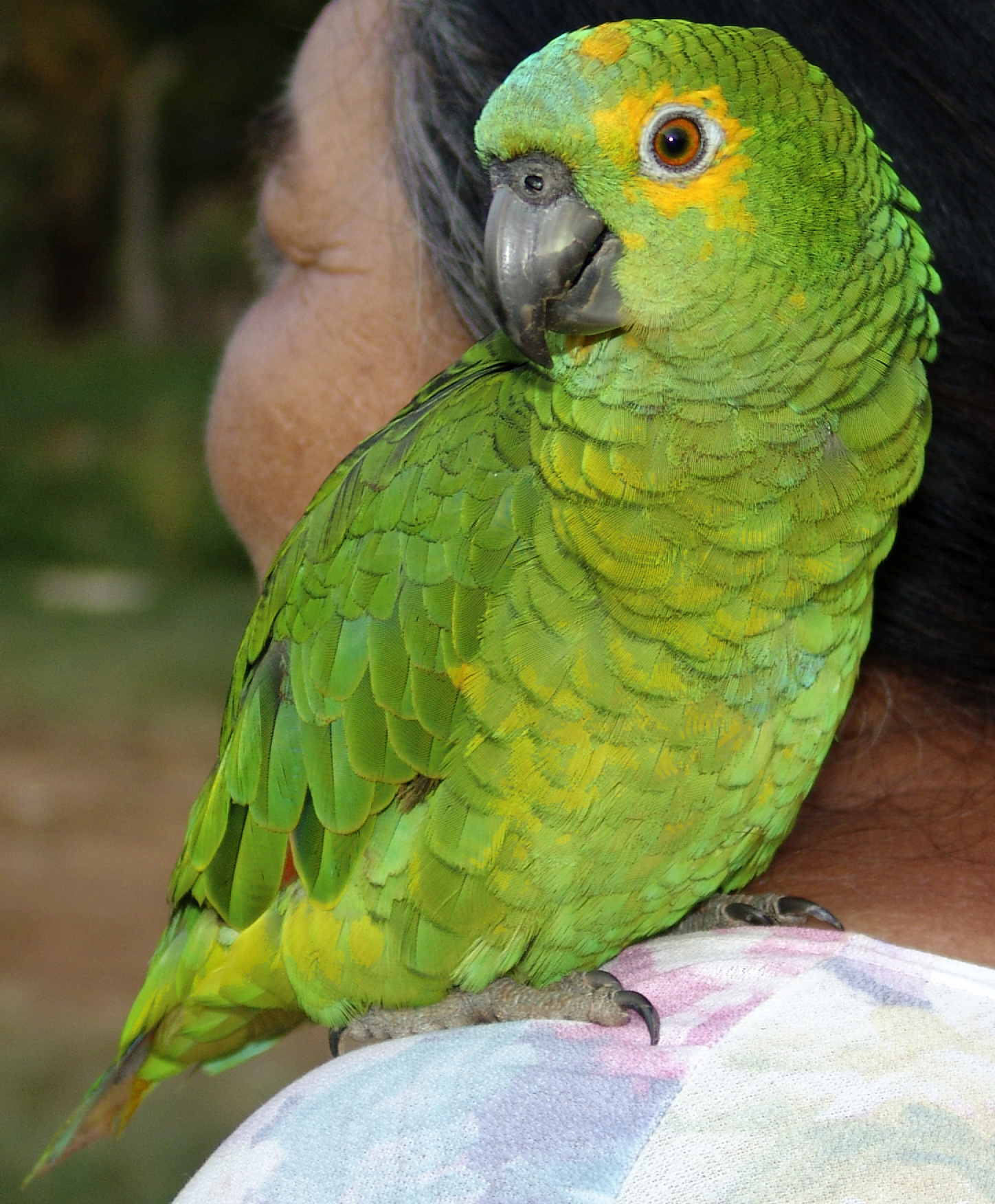
Kékhomlokú amazon (Amazona aestiva)
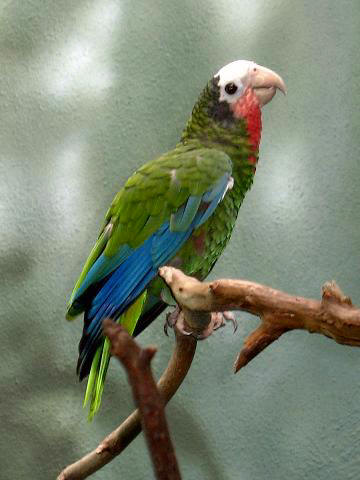
Kubai amazon (Amazona leucocephala)
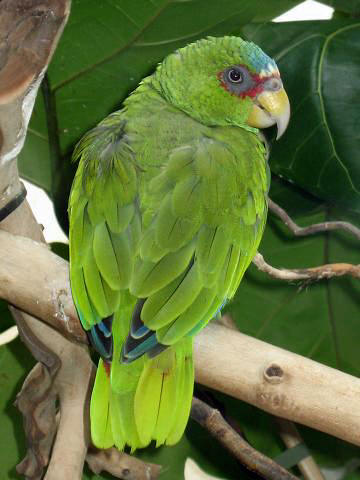
Fehérhomlokú amazon (Amazona albifrons)
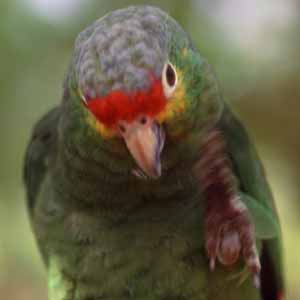
Lisztes amazon (Amazona farinosa)
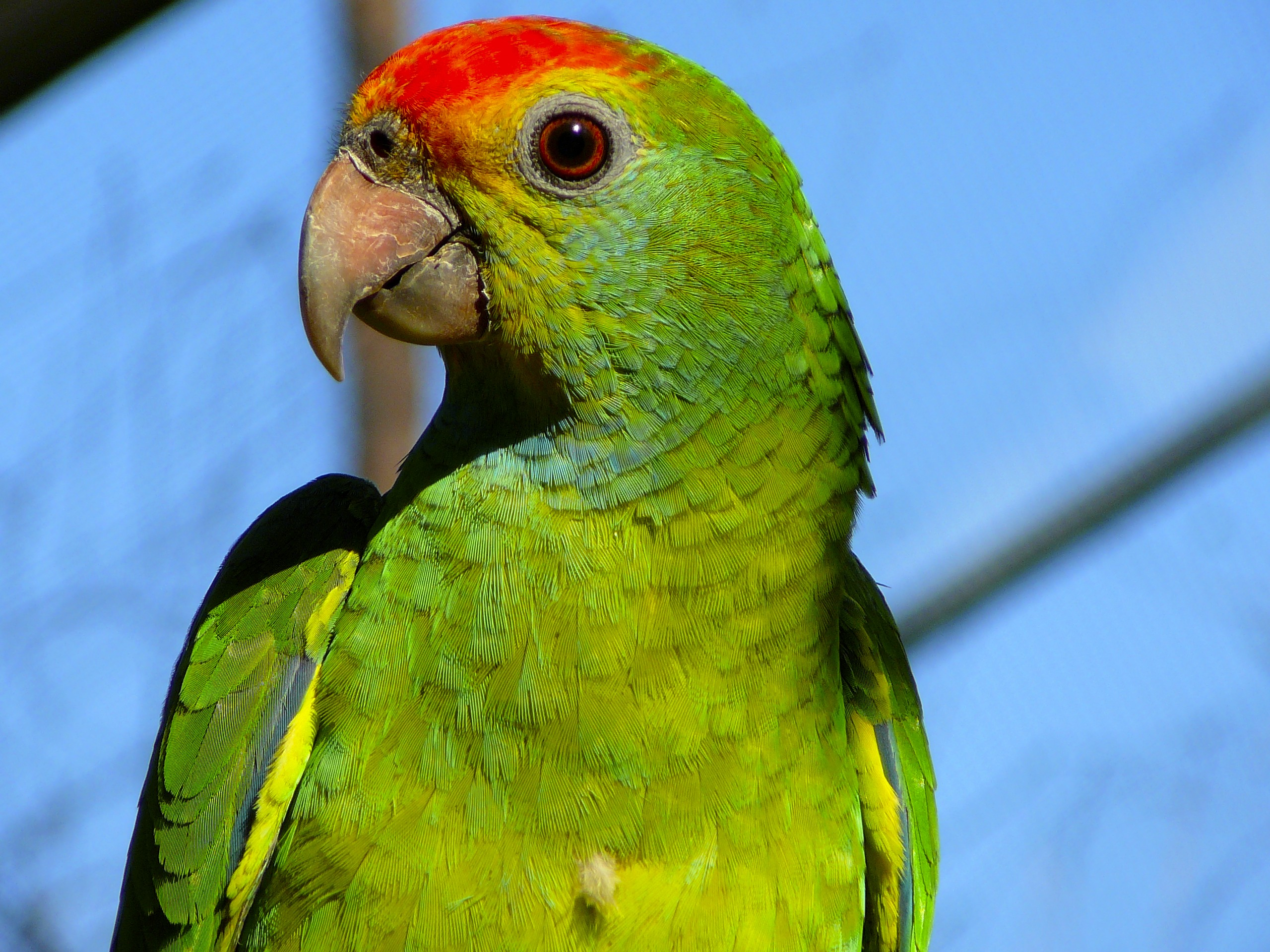
Tüzeshomlokú amazon (Amazona rhodocorytha)
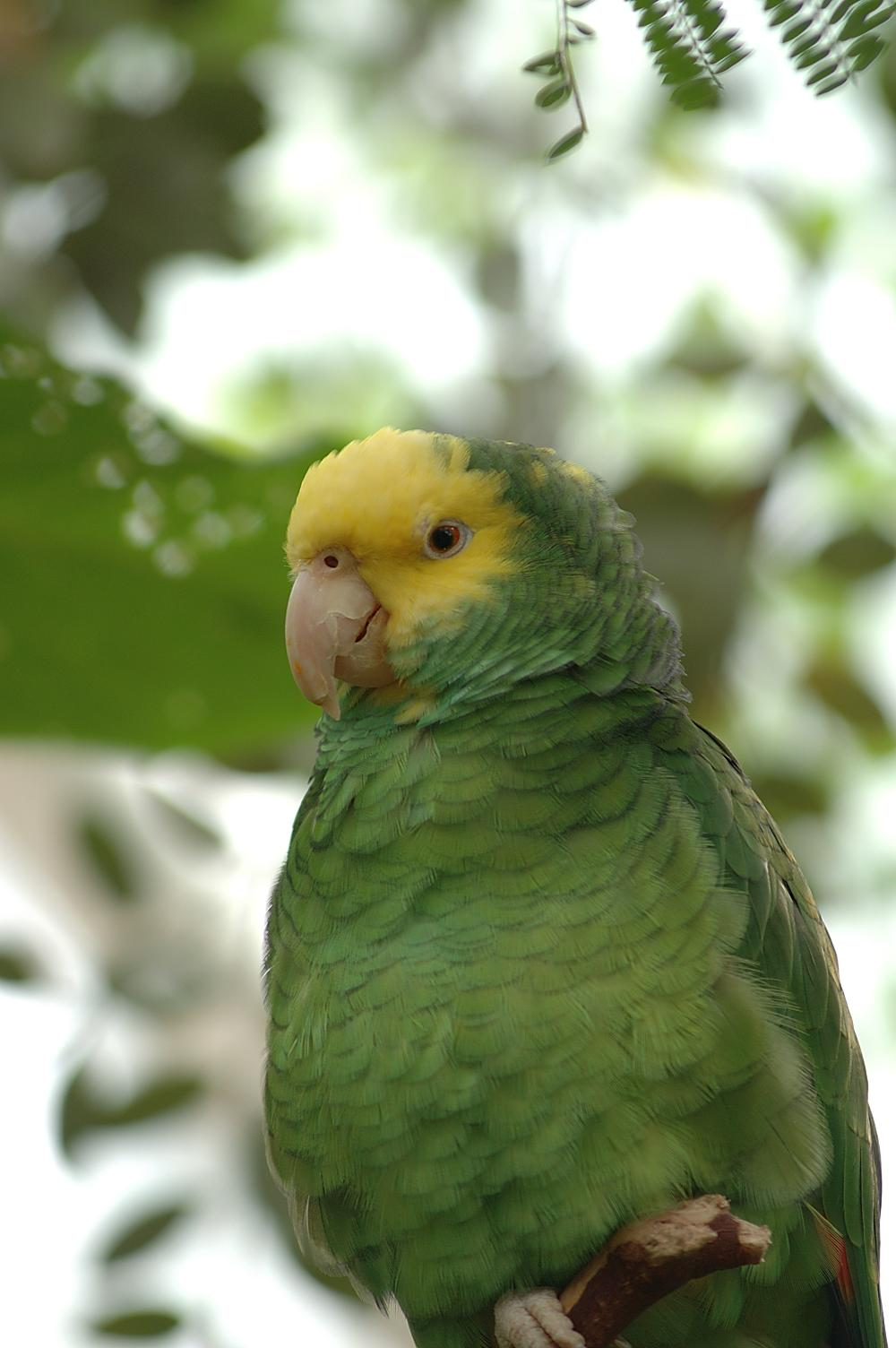
Sárgafejű amazon (Amazona oratrix)
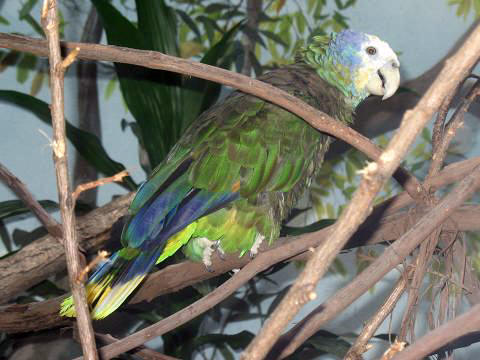
Királyamazon (Amazona guildingii)
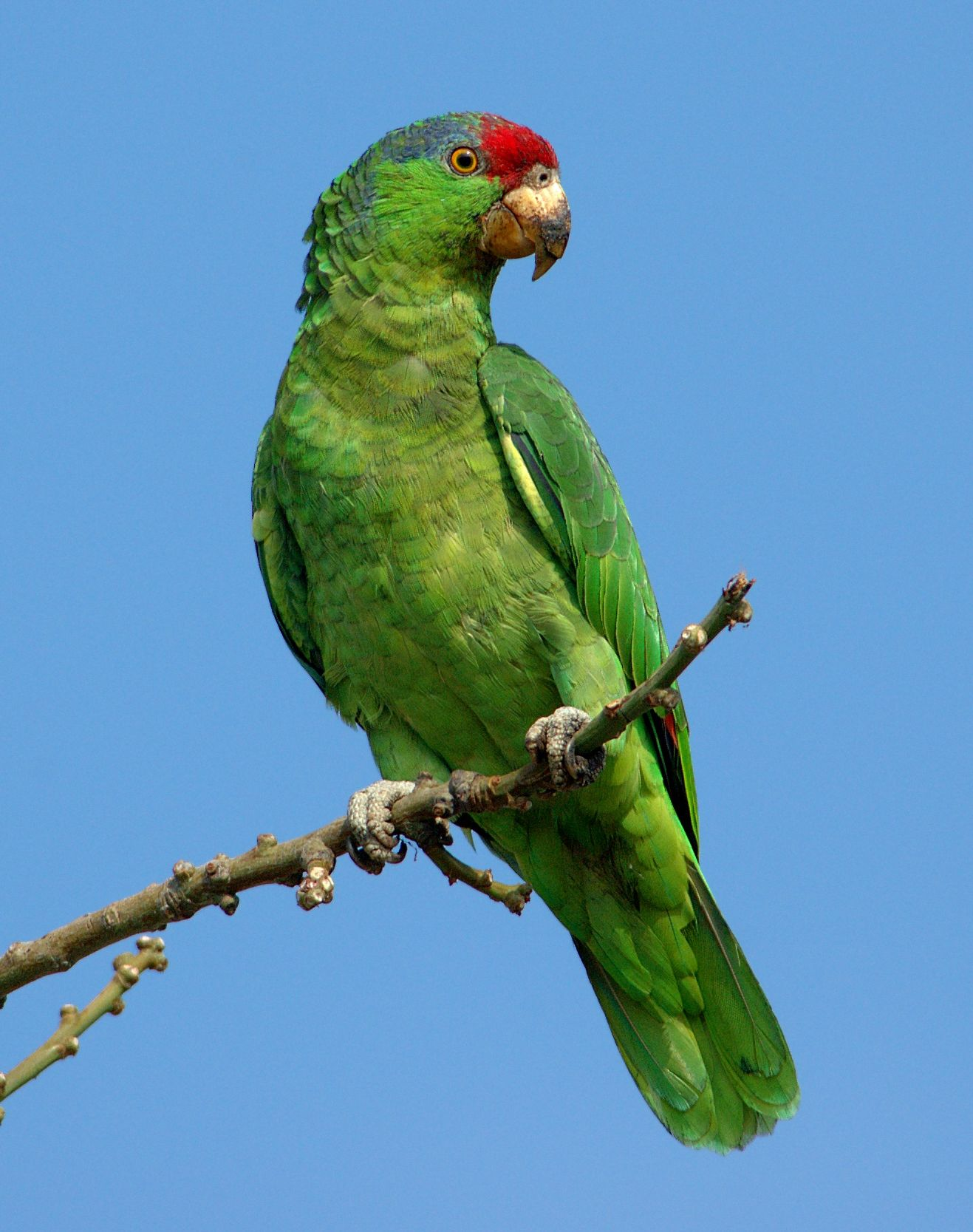
Zöldarcú amazon (Amazona viridigenalis)